# Лектины типа С

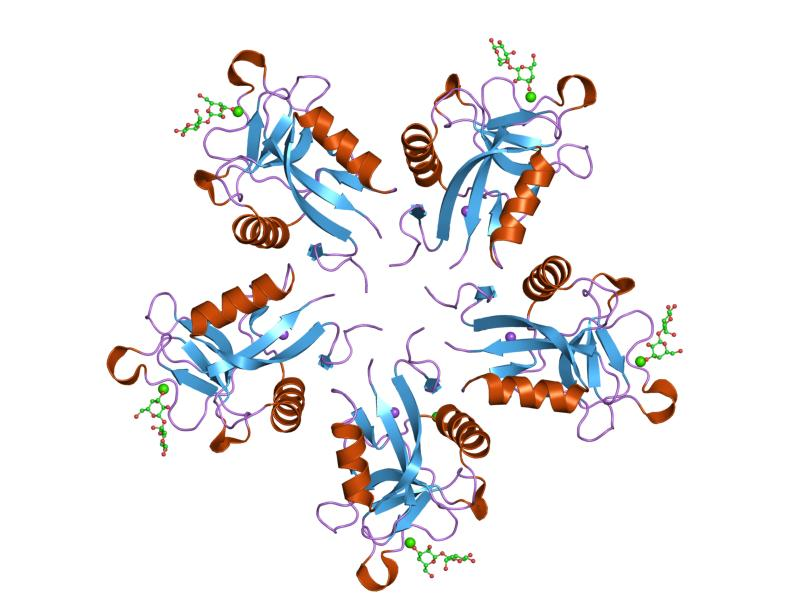
Пентамерная структура лектина, связывающего галактозу, из яда гремучей змеи.

Лектины типа С — тип  белков, связывающих углеводы и называемых  лектинами. Обозначение типа происходит от химического элемента Са (кальций), поскольку углевод-связывающая активность лектинов этого типа зависит от присутствия ионов кальция. Лектинами типа С являются множество белков, выполняющие различные функции, в том числе межклеточное взаимодействие,  иммунный ответ и апоптоз.

## Классификация
Первоначально лектины типа С подразделяли на семь групп (от I до VII) по особенностям  доменной структуры белка. После 2002 г. выделили ещё семь групп (от VIII до XIV), а потом ещё три (от XV до XVII).
| Группа | Наименование                                      | Особенности структуры          |
| ------ | ------------------------------------------------- | ------------------------------ |
| I      | Лектиканы                                         | домены EGF, Sushi, Ig и Link   |
| II     | Асиалогликопротеины и рецепторы дендритных клеток |                                |
| III    | Коллектины                                        |                                |
| IV     | Селектины                                         | домены Sushi и EGF             |
| V      | Рецепторы NK-лимфоцитов                           |                                |
| VI     | Эндоцитозные рецепторы                            | домены FnII и Ricin            |
| VII    | Группа Reg                                        |                                |
| VIII   | Хондролектин, леилин                              |                                |
| IX     | Тетранектин                                       |                                |
| X      | Полицистин                                        | домены WSC, REJ, PKD           |
| XI     | Аттрактин                                         | домены PSI, EGF и CUB          |
| XII    | Основной белок эозинофилов (EMBP)                 |                                |
| XIII   | DGCR2                                             |                                |
| XIV    | Тромбомодулин                                     | домен EGF                      |
| XV     | Бимлек                                            |                                |
| XVI    | SEEC                                              | домены SCP и EGF               |
| XVII   | CBCP/Frem1/QBRICK                                 | повторы CSPG и домен CalX-beta |